# Pałac w Jaskulinie
Pałac w Jaskulinie (niem. Schloss Möhnersdorf) – zabytkowy pałac w Jaskulinie – wsi w Polsce, w województwie dolnośląskim, w powiecie świdnickim, w gminie Dobromierz.

## Historia
Pierwotnie dwór myśliwski zbudowany przez Hochbergów w 1785. Dwukondygnacyjny obiekt przebudowany w XIX w. jest częścią zespołu pałacowego, w skład którego wchodzą jeszcze: park krajobrazowy, zabudowania gospodarcze, folwark.